# Gran Hotel Internacional

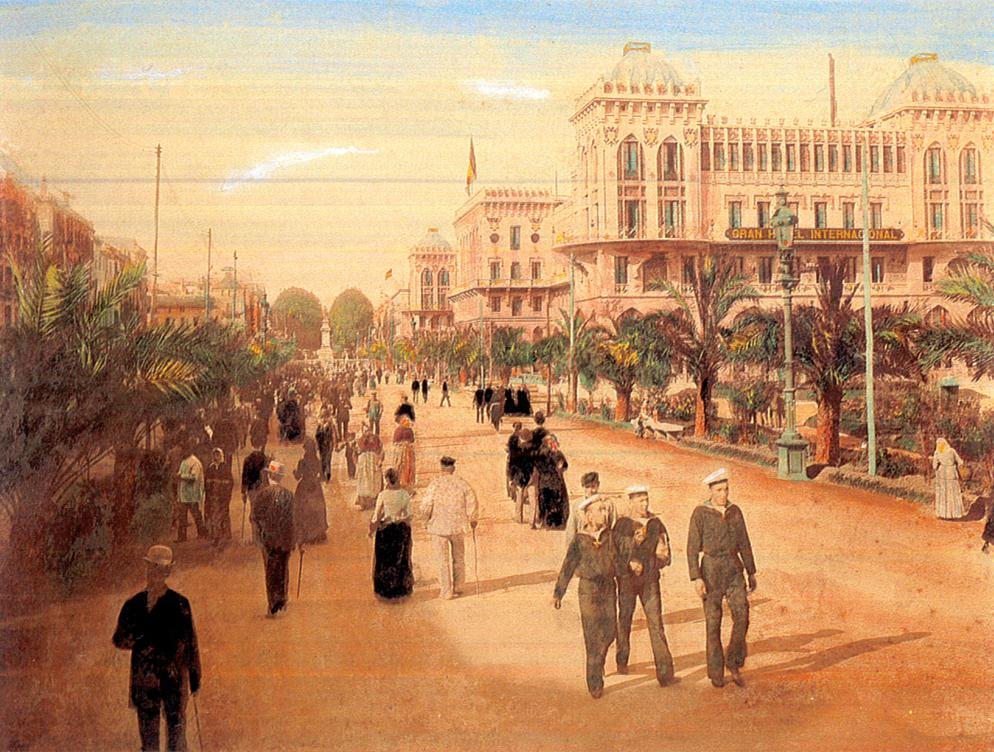
Das Gran Hotel Internacional in Barcelona

Das Gran Hotel Internacional war ein Hotelgebäude in Barcelona. Es wurde vom katalanischen Architekten Lluís Domènech i Montaner für die Weltausstellung 1888 in Barcelona entworfen.
Das Hotel mit einer Grundfläche von 5000 Quadratmetern wurde in einer Rekordzeit von 53 Tagen erbaut. Es war lediglich für die temporäre Nutzung während der Weltausstellung vorgesehen und wurde danach wieder abgetragen.

## Das Hotel der Weltausstellung

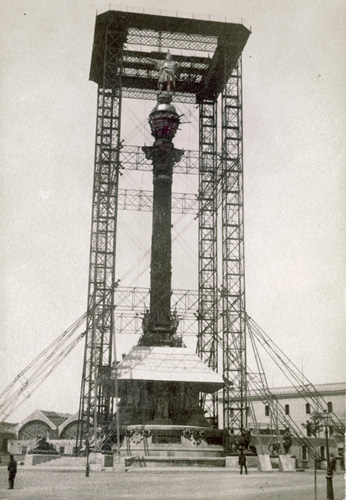
Kolumbus-Säule in Barcelona, kurz vor der Einweihung am 1. Juni 1888, Namensgeberin des Passeig de Colom

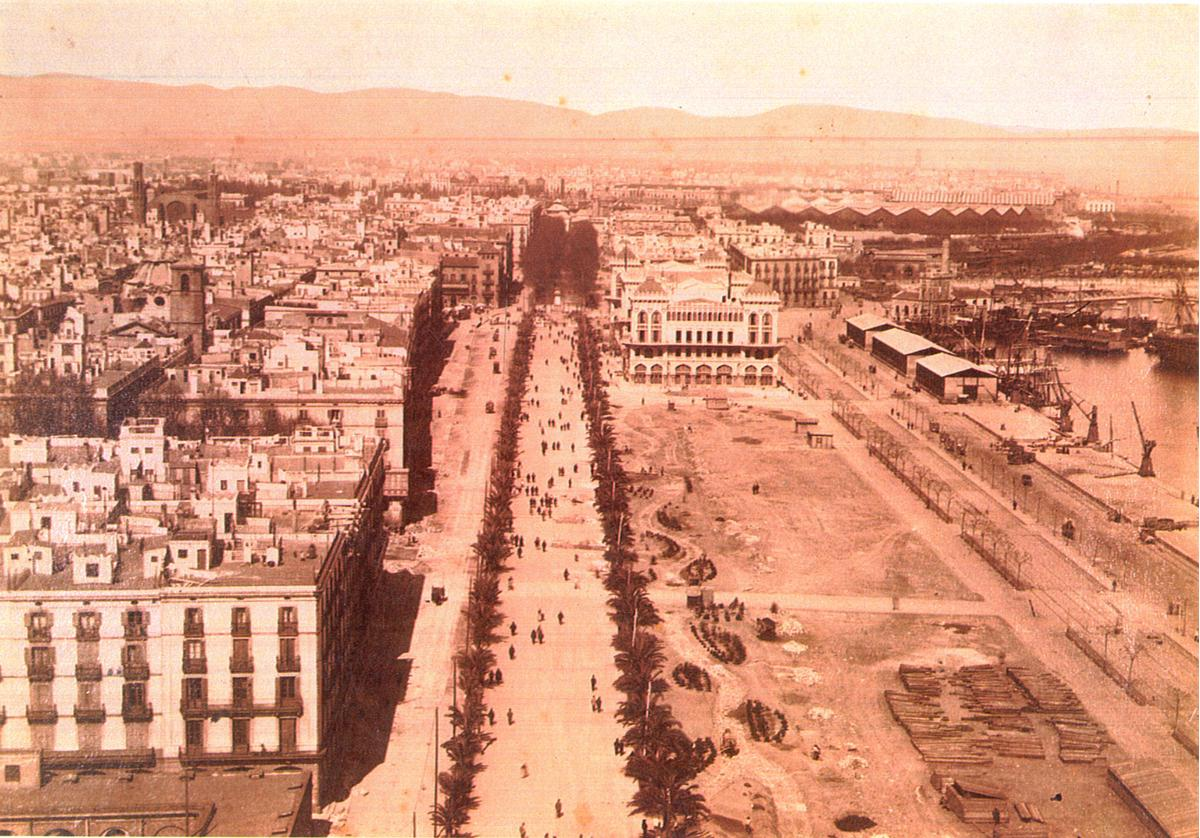
Blick von der Kolumbus-Säule auf den Passeig de Colom und das Gran Hotel Internacional in Barcelona

Die Weltausstellung fand vom 8. April bis 9. Dezember 1888 in Barcelona statt. Sie war die erste auf spanischem Boden und empfing 400.000 Besucher aus aller Welt.
Der Initiator der Ausstellung, der Unternehmer Eugenio Serrano de Casanova, der 1885 von der Stadtverwaltung die Genehmigung dafür erhalten hatte, erwies sich als unfähig, dieses Großereignis zu bewältigen. Daher übernahm im April 1887 der damalige Bürgermeister von Barcelona, Francesc Rius i Taulet, mit einer Gruppe anderer Unternehmer die Leitung des Projektes. Die Zeit bis zur Eröffnung der Ausstellung war bereits knapp geworden. Die Pläne zur Gestaltung der Seefront wurden daher geändert und die vorgesehene Bebauung durch die Anlage einer neuen Straße, des Passeig de Colom (‚Kolumbus-Promenade‘) abgeschlossen. Diese erhielt ihren Namen nach der ebenfalls zur Weltausstellung errichteten Kolumbussäule.
Für die große Zahl erwarteter Besucher bestand ein Mangel an angemessenen Hotels in der Stadt. Der großen Bedeutung des Ereignisses entsprechend, wurde der Bau eines Hotels neuen Typs beschlossen. Es sollte sich an den Prinzipien des Schweizer Hoteliers César Ritz orientieren.
Als geeignete Stelle für das Gebäude erwies sich ein aufgefülltes Hafenbecken am neuen Passeig de Colom. Das Hotel im neugotischen Stil bestand aus Erdgeschoss und drei Obergeschossen und maß 150 auf 35 Meter. Es besaß 600 Zimmer und 30 Familienappartements und bot insgesamt 2000 Gästen Platz. Der Speisesaal war für 350 Personen ausgelegt.

## Der Architekt

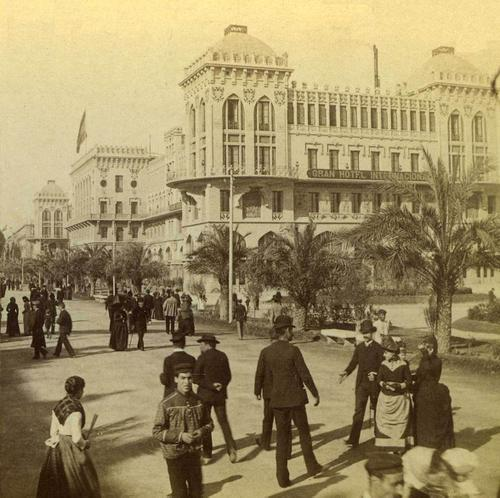
Gran Hotel Internacional von Süden 1888

Das Gran Hotel Internacional war eines der ersten Gebäude des damals 38-jährigen aufstrebenden Architekten Lluís Domènech i Montaner. Der vielseitige Künstler war außerdem Historiker, Designer, Illustrator und Politiker. Für die Weltausstellung schuf er auch das Castell dels Tres Dragons (‚Burg der Drei Drachen‘). In diesem Gebäude befindet sich heute das Zoologische Museum der Stadt. Diese Bauten begründeten seinen Ruf als einer der wichtigsten Vorreiter der modernistischen Architektur und Kunst, die in den folgenden Jahren in Katalonien aufkamen.
Die luxuriöse Innenausstattung des Hotels und die verschwenderische Dekoration entwarf Alexandre de Riquer i Ynglada, der auch als Maler, Zeichner, Kunstschreiner, Glaser und Kunstschmied wirkte. Er gilt als einer der besten Designer des Modernisme.

## Der Bau des Hotels

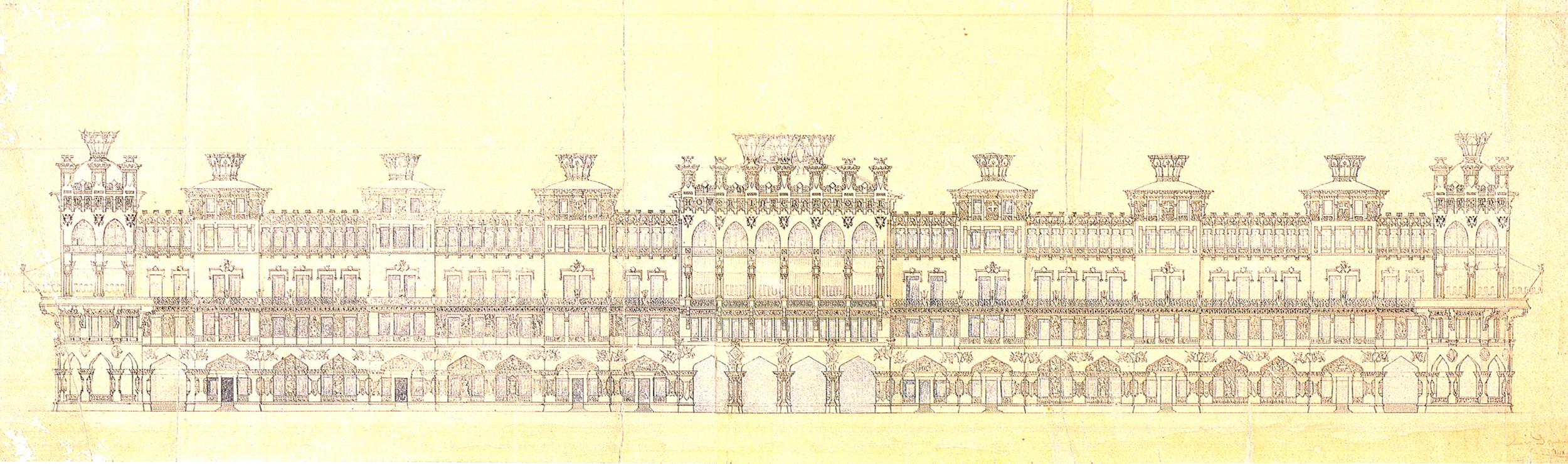
Fassade des Gran Hotel Internacional in Barcelona

Um den vorgesehenen Eröffnungstermin einhalten zu können, musste das Hotel in Rekordzeit erbaut werden. Damit wurde Mitte Dezember 1887 begonnen. Ab Januar arbeiteten die 650 Maurer, 100 Schreiner und 40 Gipser auch nachts. Dazu erleuchteten 18 große elektrische Scheinwerfer die Baustelle. In den Jahren 1887 und 1888 wurden anlässlich der Ausstellung die Gaslampen im Bereich der Ramblas, des Passeig de Colom, der Plaça de Sant Jaume und im Messegelände durch die neuartige elektrische Beleuchtung ersetzt.
Am 14. Februar 1888 war der Rohbau fertiggestellt. Der Innenausbau und die Dekorationen dauerten noch bis Ende März 1888.
Je nach angewandten Kriterien gibt es unterschiedliche Angaben über die Dauer der Bauzeit. Dabei werden 53 Tage am häufigsten genannt und entsprechen dem Zeitraum vom Baubeginn bis zum Abschluss des Rohbaus durch das Richtfest. Auf jeden Fall betrug die Gesamtbauzeit unter vier Monaten. Das Gebäude war eine mit Ziegeln und Terrakotta verkleidete Eisenkonstruktion. Die meisten strukturellen Bauteile und Ornamente wurden vorgefertigt. Die Maße des Gebäudes orientierten sich an den Normmaßen der Ziegel, was die Notwendigkeit reduzierte, Ziegel während des Baus kürzen zu müssen.
Nach der offiziellen Einweihung am 5. April wurde das Hotel am 12. April 1888 eröffnet.

## Der Abriss

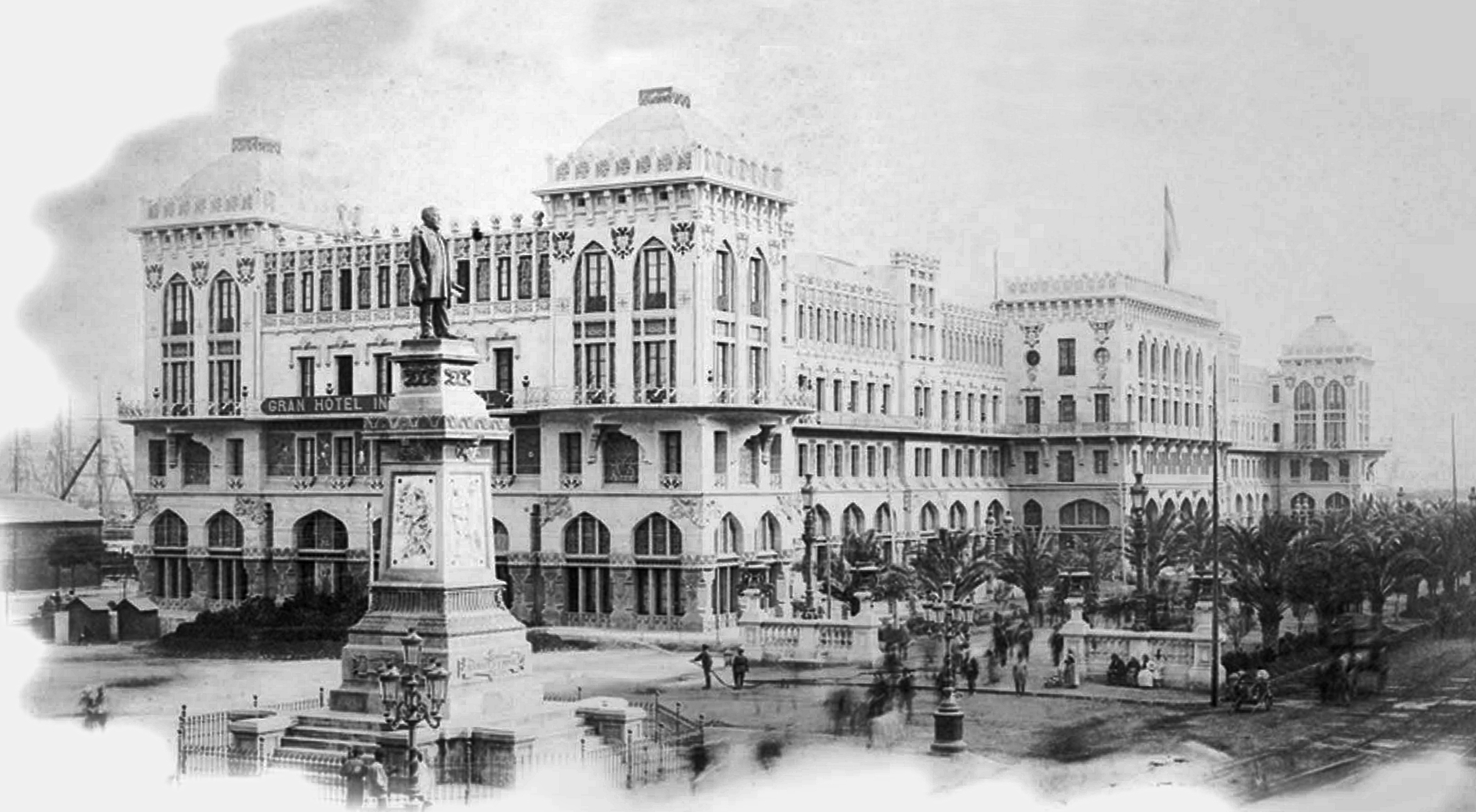
Blick vom Passeig de Colom in Höhe der damals noch nicht bestehenden Via Laietana auf das Hotel. Das Denkmal des Reeders Antonio López im Vordergrund wurde später versetzt.

Das Gebäude wurde von den Bürgern und Intellektuellen der Stadt als ein repräsentatives Werk der neuen Architektur sehr gut aufgenommen.
Wegen des beabsichtigten kurzlebigen Charakters waren aber Maßnahmen getroffen worden, die es unmöglich machten, das Gebäude auf Dauer zu erhalten. So war das Grundstück von der Hafenverwaltung nur befristet zur Verfügung gestellt worden und der Grund war nicht fest genug, eine solche Konstruktion dauerhaft zu tragen. Außerdem besaß das Gebäude keine Fundamente, sondern saß zur Stabilisierung auf einer Eisenstruktur. Und schließlich waren für den Bau Materialien verwendet worden, die nur für eine begrenzte Lebensdauer ausgelegt waren.
Obwohl das Ende des Hotels von Anfang an feststand, bildete sich noch während des Baus eine Bewegung zum Erhalt des Gebäudes und nach Abschluss der Weltausstellung wurden dazu zahlreiche Versuche unternommen. Unter anderem wurde dem zuständigen Ministerium der Kauf des Gebäudes angeboten. Nach einer leidenschaftlichen Diskussion im Spanischen Parlament wurde schließlich der Beschluss zum Abriss bestätigt.
Am 1. Mai 1889, etwas über einem Jahr nach Eröffnung, begann der Abriss des Gran Hotel Internacional.